# Городское поселение Фёдоровский
Городско́е поселе́ние Фёдоровский — муниципальное образование в Сургутском районе Ханты-Мансийского автономного округа Российской Федерации.
Административный центр — пгт Фёдоровский.

## История
Статус и границы городского поселения установлены Законом Ханты-Мансийского автономного округа - Югры от 25 ноября 2004 года № 63-оз «О статусе и границах муниципальных образований Ханты-Мансийского автономного округа - Югры»

## Население
| 2009    | 2010    | 2012    | 2013    | 2014    | 2015    | 2016    |
| ------- | ------- | ------- | ------- | ------- | ------- | ------- |
| 20 114  | ↗20 288 | ↗21 799 | ↗22 779 | ↗23 285 | ↗23 461 | ↗23 692 |
| 2017    | 2018    | 2019    | 2020    | 2021    |         |         |
| ↘23 375 | ↗23 502 | ↘23 091 | ↗23 342 | ↗23 614 |         |         |

## Состав городского поселения
| № | Населённый пункт | Тип населённого пункта      | Население |
| - | ---------------- | --------------------------- | --------- |
| 1 | Фёдоровский      | пгт, административный центр | ↗23 614   |